# باكورياني
باكورياني (Bakuriani) (بالجورجية: ბაკურიანი) هي "بلدة صغيرة" ‏ ومنتجع تزلج على الثلج في منطقة بورجومي في جورجيا. تقع على المنحدر الشمالي لسلسلة ترياليتي ‏، على ارتفاع 1,700  متر (5576 قدمًا) فوق مستوى سطح البحر.

## الطقس
| البيانات المناخية لـباكورياني (وسط البلدة)               | البيانات المناخية لـباكورياني (وسط البلدة) | البيانات المناخية لـباكورياني (وسط البلدة) | البيانات المناخية لـباكورياني (وسط البلدة) | البيانات المناخية لـباكورياني (وسط البلدة) | البيانات المناخية لـباكورياني (وسط البلدة) | البيانات المناخية لـباكورياني (وسط البلدة) | البيانات المناخية لـباكورياني (وسط البلدة) | البيانات المناخية لـباكورياني (وسط البلدة) | البيانات المناخية لـباكورياني (وسط البلدة) | البيانات المناخية لـباكورياني (وسط البلدة) | البيانات المناخية لـباكورياني (وسط البلدة) | البيانات المناخية لـباكورياني (وسط البلدة) | البيانات المناخية لـباكورياني (وسط البلدة) |
| الشهر                                                    | يناير                                      | فبراير                                     | مارس                                       | أبريل                                      | مايو                                       | يونيو                                      | يوليو                                      | أغسطس                                      | سبتمبر                                     | أكتوبر                                     | نوفمبر                                     | ديسمبر                                     | المعدل السنوي                              |
| -------------------------------------------------------- | ------------------------------------------ | ------------------------------------------ | ------------------------------------------ | ------------------------------------------ | ------------------------------------------ | ------------------------------------------ | ------------------------------------------ | ------------------------------------------ | ------------------------------------------ | ------------------------------------------ | ------------------------------------------ | ------------------------------------------ | ------------------------------------------ |
| الحد الأقصى المتوسط °م (°ف)                              | 3 (37)                                     | 6 (43)                                     | 13 (55)                                    | 18 (64)                                    | 22 (72)                                    | 25 (77)                                    | 28 (82)                                    | 28 (82)                                    | 26 (79)                                    | 21 (70)                                    | 14 (57)                                    | 7 (45)                                     | 28 (82)                                    |
| متوسط درجة الحرارة الكبرى °م (°ف)                        | −0.5 (31.1)                                | −0.2 (31.6)                                | 3.7 (38.7)                                 | 9.3 (48.7)                                 | 14.6 (58.3)                                | 17.8 (64.0)                                | 20.6 (69.1)                                | 20.8 (69.4)                                | 17.5 (63.5)                                | 12.9 (55.2)                                | 6.2 (43.2)                                 | 1.3 (34.3)                                 | 10.3 (50.6)                                |
| المتوسط اليومي °م (°ف)                                   | −5.6 (21.9)                                | −5.3 (22.5)                                | −1.4 (29.5)                                | 3.5 (38.3)                                 | 8.5 (47.3)                                 | 11.4 (52.5)                                | 14.1 (57.4)                                | 14.2 (57.6)                                | 10.4 (50.7)                                | 6.5 (43.7)                                 | 1.2 (34.2)                                 | −3.3 (26.1)                                | 4.5 (40.1)                                 |
| متوسط درجة الحرارة الصغرى °م (°ف)                        | −10.7 (12.7)                               | −10.4 (13.3)                               | −6.4 (20.5)                                | −2.3 (27.9)                                | 2.5 (36.5)                                 | 5 (41)                                     | 7.6 (45.7)                                 | 7.6 (45.7)                                 | 3.4 (38.1)                                 | 0.2 (32.4)                                 | −3.8 (25.2)                                | −7.9 (17.8)                                | −1.3 (29.7)                                |
| الحد الأدنى المتوسط °م (°ف)                              | −18 (0)                                    | −18 (0)                                    | −15 (5)                                    | −8 (18)                                    | −2 (28)                                    | 2 (36)                                     | 6 (43)                                     | 6 (43)                                     | 0 (32)                                     | −6 (21)                                    | −13 (9)                                    | −17 (1)                                    | −18 (0)                                    |
| الهطول مم (إنش)                                          | 52.3 (2.06)                                | 56.8 (2.24)                                | 62.9 (2.48)                                | 72.3 (2.85)                                | 112.2 (4.42)                               | 110.5 (4.35)                               | 70.9 (2.79)                                | 66.5 (2.62)                                | 61.5 (2.42)                                | 68.4 (2.69)                                | 55.3 (2.18)                                | 51.1 (2.01)                                | 840.7 (33.11)                              |
| متوسط تساقط الثلوج سم (إنش)                              | 30 (12)                                    | 23 (9.1)                                   | 29 (11)                                    | 14 (5.5)                                   | 0 (0)                                      | 0 (0)                                      | 0 (0)                                      | 0 (0)                                      | 0 (0)                                      | 7 (2.8)                                    | 20 (7.9)                                   | 26 (10)                                    | 149 (59)                                   |
| متوسط أيام هطول الأمطار (≥ 0.01 in)                      | 12.9                                       | 12.9                                       | 14.5                                       | 14.3                                       | 18.7                                       | 18.1                                       | 14.2                                       | 12.7                                       | 11.6                                       | 11.8                                       | 10.4                                       | 11.0                                       | 163.1                                      |
| متوسط الأيام الممطرة (≥ 5 mm)                            | 0.2                                        | 1.0                                        | 4.7                                        | 9.5                                        | 17.5                                       | 13.0                                       | 10.9                                       | 9.1                                        | 10.3                                       | 10.2                                       | 2.4                                        | 0.4                                        | 89.2                                       |
| متوسط الأيام المثلجة (≥ 5 cm)                            | 14.4                                       | 12.8                                       | 11.8                                       | 5.4                                        | 0.1                                        | 0                                          | 0                                          | 0                                          | 0                                          | 1.5                                        | 5.9                                        | 10.7                                       | 62.6                                       |
| ساعات سطوع الشمس اليومية                                 | 9.6                                        | 10.6                                       | 11.9                                       | 13.3                                       | 14.5                                       | 15.1                                       | 14.8                                       | 13.9                                       | 12.5                                       | 11.1                                       | 9.9                                        | 9.3                                        | 12.2                                       |
| نسبة وصول أشعة الشمس                                     | 48                                         | 48                                         | 49                                         | 44                                         | 49                                         | 67                                         | 88                                         | 91                                         | 82                                         | 57                                         | 52                                         | 50                                         | 60.4                                       |
| المصدر #1: Climate averages (1981-2016) - Weather Spark  |                                            |                                            |                                            |                                            |                                            |                                            |                                            |                                            |                                            |                                            |                                            |                                            |                                            |
| المصدر #2: Precipitation at 1665m ASL (1936-1992) - NOAA |                                            |                                            |                                            |                                            |                                            |                                            |                                            |                                            |                                            |                                            |                                            |                                            |                                            |

## روابط خارجية
- www.bakuriani.ge